# Château de Laroque (Laroquebrou)
Pour les articles homonymes, voir Château de Laroque.
Le château de Laroque, dit aussi château de Montal, est un château fort situé à Laroquebrou dans le Cantal. Il est établi sur un puech qui domine un pont sur la Cère (rivière) et contrôle l'ancienne route vers le Quercy et le Limousin.

## Description
Pour Bruno Phalip, le château actuel ne correspond pas au site castral d'origine qui se trouvait sur un piton schisteux étroit et haut de 30 mètres, inaccessible de tous côtés et placé dans le bourg actuel. Le sommet est couronné par une plate-forme aménagée d'environ 50 mères où une tour de plan carré existait jusqu'en 1653, date où elle fut en partie abattue. Le premier étage de cette tour conservait une chapelle dédiée à la vierge qui est mentionnée au XIVe siècle : "capelleam Bellatae Mariae Misericordiae castri de Rupebrou", et qui a été démolie en 1887, et remplacée par une grande statue de la Vierge, en sorte que Laroquebrou reste un des sites mariaux de Haute Auvergne.

## Historique

### Famille de Montal
- Astorg II, fils d'autre Astor, viguier d'Orlhac en Viadène était marié avec Marguerite de Montal, fille du viguier d'Arpajon auquel elle donne au moins deux fils:
  - Astorg III d'Orlhac, seigneur de Conros, marié à  Saint-Cernin, sans postérité
  - Durand Ier de Montal, marié à Dia de Carbonières, qui lui donne quatre enfants :
    - Astorg IV marié à Marguerite de Malemort
    - Durand II de Montal qui épouse Guillemine de Laroquebrou
    - Raymond, qui fait hommage en 1251 pour Montal à  Hugues IV de Rodez, comme vicomte de Carlat
    - Déodat
- Durand II de Montal devient seigneur de Laroquebrou ;
- Durand III de Montal, qui accorde en 1281 une charte de franchise aux habitants de Laroquebrou.

La famille de Montal de Laroquebrou portait « D'azur à trois coquilles d'or au chef du même ».

## Protection
Le château fait l’objet d’une inscription au titre des monuments historiques depuis le 5 juin 1972.